# Heris (Verwaltungsbezirk)
Heris (persisch شهرستان هریس) ist ein Schahrestan in der Provinz Ost-Aserbaidschan im Iran. Er enthält die Stadt Heris, welche die Hauptstadt des Verwaltungsbezirks ist. 

## Kreise
Der Verwaltungsbezirk gliedert sich in folgende Kreise:
- Zentral (بخش مرکزی)
- Khwadscheh (بخش خواجه)

## Demografie
Bei der Volkszählung 2016 betrug die Einwohnerzahl des Schahrestan 69.093. Die Alphabetisierung lag bei 77 Prozent der Bevölkerung. Knapp 48 Prozent der Bevölkerung lebten in urbanen Regionen.
| Zensusjahr | Einwohnerzahl |
| ---------- | ------------- |
| 2011       | 55.166        |
| 2016       | 69.093        |